# Zinée
Zinée (de son vrai nom Lisa Dellus), née à Toulouse en 1997, est une rappeuse et chanteuse. 
Elle se fait connaître avec son premier EP, Futée le 20 novembre 2020 et enchaîne avec ses deux albums : Cobalt le 23 juillet 2021, et OSMIN en mai 2024.

## Biographie
Lisa Dellus naît en 1997 et grandit à Toulouse, où elle assiste à l'âge de 13 ans à son premier concert, celui de Diam's. Surnommée "Zizou" depuis petite, elle choisit son nom d'artiste en hommage au célèbre footballer : « On a immédiatement pensé à “Zinédine”. Mais c’était trop commun. Donc on l’a raccourci en “Ziné” et on a rajouté un “e” pour le féminiser. ».
Après avoir fait quelques mois d’études dans le domaine du cinéma, elle se reconvertit en tant que vendeuse dans une friperie. C’est là qu’elle rencontre le producteur Sheldon, en 2019. Elle sort son premier EP nommé Futée le 20 novembre 2020. En 2021, à l'âge de 24 ans, elle sort une mixtape intitulée Cobalt. 
En 2022, elle obtient le Prix Félix-Leclerc de la chanson à l'occasion des Francofolies de La Rochelle. 
Elle collabore avec des artistes confirmés comme M le Maudit, mais aussi avec des collectifs comme la ZZCCMXTP, composée de KronoMuzik, Ronare et Pandrezz. 
Atteinte d'une endométriose profonde qu'elle choisit pendant longtemps de minimiser, elle se fait rattraper par la maladie alors qu'elle prépare son prochain projet après Cobalt. En début d'année 2023, elle est hospitalisée à Toulouse où elle sera traitée pendant 6 mois à l'institut Pasteur. 
Le 17 mai 2024, elle sort son premier album, OSMIN, sur le label Yotanka Records & la 75e Session, sur lequel figure notamment le pianiste Chilly Gonzales. 

## Style artistique
Les influences de Zinée ne se limitent pas au rap. Elle hérite en effet d’un attrait pour la musique de Laurent Voulzy, Mylène Farmer ou ABBA par sa mère, mais aussi de la Fonky Family ou d'Oxmo Puccino par son père,.
Elle évolue à travers différentes genres du rap (trap, drill...), en y laissant son propre style, souvent décrit comme sombre et mélancolique. Ce qui contraste avec sa voix, aiguë, discrète et planante, contraste qui est entièrement assumé.
Le nom de son premier album, Cobalt, vient, selon elle, de sa capacité à mettre des couleurs sur des sons : la synesthésie.

## Discographie

### EPs
- 2020 : Futée
- 2021 : Cobalt

### Albums
- 2024 : Osmin

### Singles
- 2020 :
  - Personne
  - Tour de magie
  - Tournoi
  - 313
  - Minitel
- 2021 : Même pas mal
- 2024 : Mezzel feat. Chilly Gonzales
- 2025 : Bouclier

### Apparitions
- 2020 : Ojo avec Dante Sito sur la mixtape LUZ
- 2021 : Infini avec Sheldon sur l'album Spectre
- 2021 : Kia sur l'EP S&S de la productrice Meel B
- 2022 : Zinédine Zidane avec KronoMuzik et Epektase sur la ZZCCMXTP
- 2022 : Toxic avec Wolfkid, 99 (producteur) et Beeby sur l'album Grand Casino Deluxe
- 2023 : Effet mer avec Bekar sur l'album Plus fort que l'orage
- 2023 : Aluminium avec Damlif sur l'EP Maison à l'aide
- 2025 : Toutes les nuit avec Oxmo Puccino et Edge sur l'album Lafiya Sessions